# Limena
Limena är en ort och kommun i provinsen Padova i regionen Veneto i Italien. Kommunen hade 7 982 invånare (2018).